# Chez Scheme
Chez Scheme — реализация языка Scheme (надмножества R6RS), созданная в 1984 году Кентом Дибвигом. Реализацию отличает как скорость компиляции, так и эффективность результирующего кода.
До 2016 года был коммерческим программным продуктом с бесплатно распространяемым интерпретатором Petite chez scheme, который использовал шитый код взамен компиляции непосредственно в машинный код. Начиная с версии 9.4 стал полностью открытым программным продуктом, распространяемым под лицензией Apache.
Применяется как для разработки коммерческих систем, так и в образовательных целях (в частности, в учебнике Essentials of Programming Languages).
С начала 2017 года начато переписывание транслятора языка программирования Racket с языка Си на Chez Scheme.